# Psammagrostis
Psammagrostis là một chi thực vật có hoa trong họ Hòa thảo (Poaceae).

## Loài
Chi Psammagrostis gồm các loài: